# Gittler

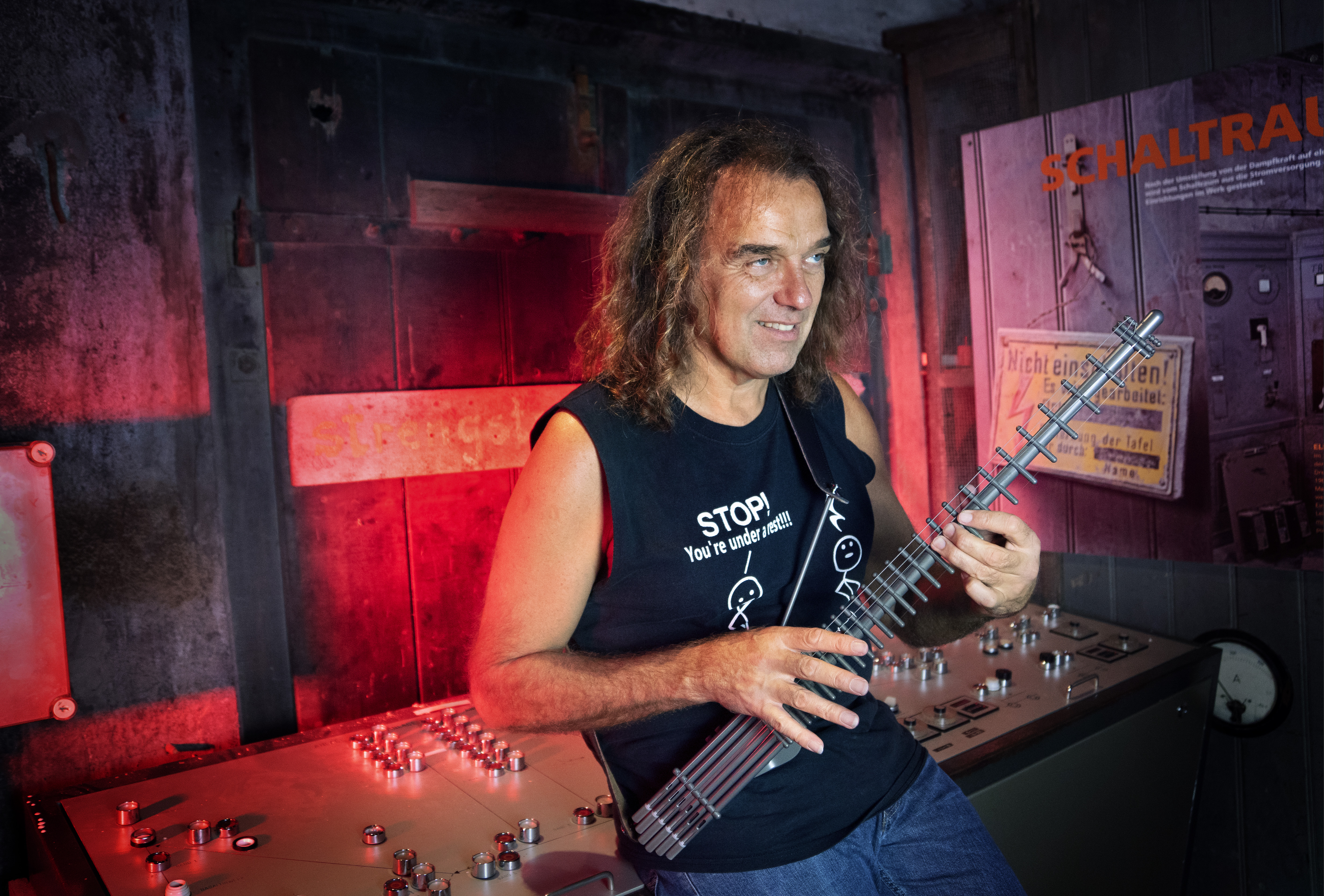
Peter Autschbach 2019, mit Gittler-Wiederauflage (Armed Forces Special Edition)

Die Gittler (auch Gittler-Gitarre) ist ein experimentelles E-Gitarrenmodell, entworfen und gebaut von Allan Gittler (1928–2003). Das minimalistisch gestaltete Musikinstrument mit sechs Saiten besteht hauptsächlich aus Edelstahl. Es unterscheidet sich von konventionell konstruierten Gitarren dadurch, dass die üblichen Bauteile wie Korpus, Hals, Griffbrett und Kopfplatte entweder weggelassen oder soweit abgewandelt und reduziert wurden, dass sie keinem anderen bekannten Gitarrenmodell ähneln. Die Konstruktion ist im Wesentlichen aus Stahlstangen zusammengesetzt, die einen dünnen Instrumentenhals mit Bundstäbchen sowie eine zentrale Halterung mit Steg und Elektrik bilden. Aufgrund seiner entfernten Ähnlichkeit mit einem Fischskelett wird das Instrument häufig als „Fishbone Gittler Guitar“ bezeichnet; eine andere Bezeichnung lautet schlicht „The Gittler“. Schon bei den frühen Gittler-Gitarren konnten sechs Signale für jede einzelne Saite herausgegeben werden (Hexaphonie), was das Instrument auch von der Elektronik her einzigartig machte.

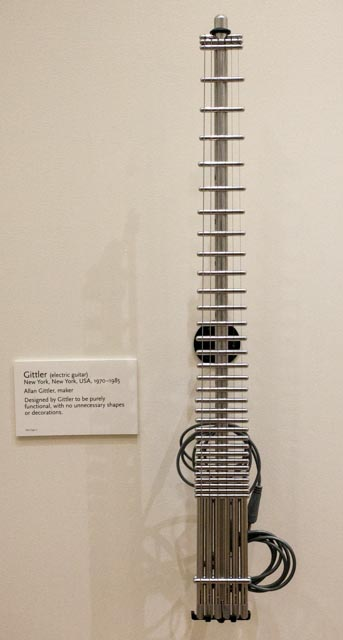
Original Gittler Gitarre (ca. 1970–1985), im „Musical Instrument Museum, Phoenix“

Gittler stellte von Mitte der 1970er- bis Anfang der 80er-Jahre in New York City 60 Instrumente dieser Art her. Ein Exemplar der Gittler-Gitarre wurde an den Gitarristen Andy Summers verkauft, mit dem er in dem Musikvideo zum Lied Synchronicity II der Band The Police zu sehen ist.
Später siedelte Gittler nach Hebron im Westjordanland über und änderte seinen Namen in Avraham Bar Rashi. Er lizenzierte das Instrumentendesign an die Firma Astron Engineering Enterprises Ltd. in Kiryat Bialik, die ab 1985 etwa 300 Gittler-Gitarren in computergesteuerter Technik herstellte. Astron fügte dem Original-Gittler-Entwurf einen kleinen Korpus aus Kunststoff sowie einen beweglichen Holm hinzu, der als Knieauflage und zur Befestigung eines Gitarren-Tragegurtes dient. Bar Rashi kommentierte diese Produkte später wegen ihrer integrierten Elektronik als „Sperrholzgitarren“, die sein ursprüngliches Design korrumpierten. Astron bot die Instrumente jedoch als sorgfältig nach Gittlers Vorlagen hergestellte Kopien des Originals an, deren in einem Kunststoffkorpus integrierte Komponenten der besseren Handhabung durch Musiker dienen sollten. Obwohl dies sicher die minimalistische Ursprungsidee der Gittler-Gitarre verfälschte, sind die Produkte klanglich und in ihrer Bespielbarkeit nicht von den Originalen zu unterscheiden.
Es existieren zudem drei E-Bässe im Gittlerstil, die in der New Yorker Phase hergestellt wurden und die die Seriennummern 1, 2, und 3 tragen. Bar Rashis Witwe erkennt diese Instrumente nicht als „Gittler-Bässe“ an, sondern bezeichnet sie lediglich als Bässe im Stil der Gittlergitarre.
Die Gittler-Gitarre trägt sechs Piezo-Einzeltonabnehmer. Bei den New Yorker Versionen werden die Signale der Tonabnehmer mit Einzelkabeln herausgeführt, bei den Astron-Gittlers werden sie innerhalb eines Kunststoffkorpus vorverstärkt und über einen Summen-Klinkenanschluss oder einzeln über eine D-Sub-Buchse herausgeführt. Die Gittler-Wiederauflage setzt auf eine 13-polige Buchse, mit der die Gitarre zu gängigen Geräten kompatibel ist, die in der Lage sind, hexaphonische Signale zu verarbeiten (zum Beispiel Gitarrensynthesizer oder Geräte der Roland VG-Serie).
Das Museum of Modern Art hat eines der New Yorker Modelle der Gittler-Gitarre in seine Sammlung aufgenommen.
Seit 2014 stellt Gittler Instruments LLC eine Neuauflage der Gittler-Gitarre in Serienproduktion her. Yonatan Bar Rashi, der älteste Sohn Gittlers, ist an der Firma beteiligt. Die Gitarren und Bässe von Gittler Instruments bestehen im Gegensatz zu Allan Gittlers Edelstahl-Originalen aus Titan. Das macht die neuen Gitarren sehr leicht (nur etwa 1,5 kg). Das Titan wird entweder blank ausgeliefert, womit die Optik dem Original gleicht (Gittler Classic), oder teflonbeschichtet (Armed Forces Special Edition). Es wurden außerdem weitere Features wie farbige LED-Leuchten zur Markierung der Bundposition („fretlights“) und eine verbesserte Elektronik mit Höhen- und Bassregler hinzugefügt. Außerdem kann man innerhalb des Elektronikfachs mit einem speziellen Mittenregler den Klang der Gitarre global voreinstellen. Neben der Gittler-Gitarre produziert die Firma auch einen E-Bass, die Produktion eines E-Kontrabasses und einer E-Violine im abgewandelten Gittler-Design ist in Planung.